# Sint-Jozefkerk (Opwijk)

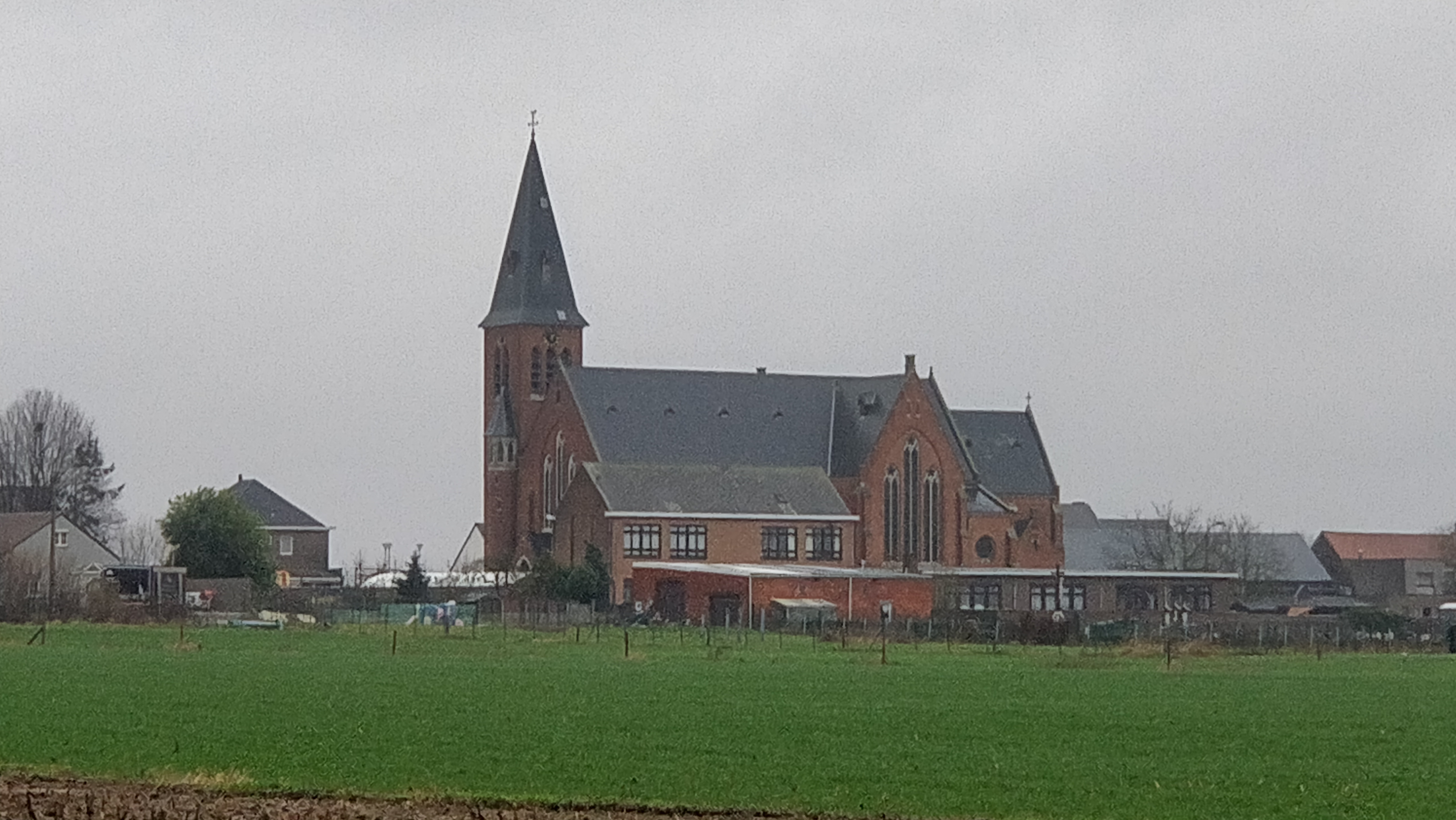
Sint-Jozefskerk

De Sint-Jozefskerk is de parochiekerk van de tot de Vlaams-Brabantse gemeente Opwijk behorende plaats Droeshout, gelegen aan de Steenweg op Vilvoorde 231.

## Geschiedenis
In 1894-1895 werd een kapel gebouwd als voorlopig bedehuis voor de op te richten parochie. Naar ontwerp van Jules Goethals werd een gebouw opgericht met neogotische stijlkenmerken. De kapel fungeerde tot 1911 als kerk waarna hij in gebruik kwam als school, feestzaal en -sinds 1958- als parochiezaal.
De definitieve kerk kwam naar ontwerp van dezelfde architect tot stand. De bouw duurde van 1909-1911. Het betreft een bakstenen neogotische kruiskerk met naastgebouwde toren.